# Oreophrynella
Oreophrynella é um gênero de anfíbios da família Bufonidae. Estão presentes no Tepui, sul da Venezuela, adjacências da Guiana e no norte do Brasil. 
As seguintes espécies são reconhecidas:
- Oreophrynella cryptica Señaris, 1995
- Oreophrynella dendronastes Lathrop e MacCulloch, 2007
- Oreophrynella huberi Diego-Aransay e Gorzula, 1990
- Oreophrynella macconnelli Boulenger, 1900
- Oreophrynella nigra Señaris, Ayarzagüena e Gorzula, 1994
- Oreophrynella quelchii Boulenger, 1895
- Oreophrynella seegobini Kok, 2009
- Oreophrynella vasquezi Señaris, Ayarzagüena e Gorzula, 1994
- Oreophrynella weiassipuensis Señaris, DoNascimento e Villarreal, 2005